# جيفري مونماوث
كان جيفري أوف مونماوث (Geoffrey of Monmouth) ((باللاتينية: Galfridus Monemutensis, Galfridus Arturus, Galfridus Artur)،) (من 1100 تقريبًا إلى 1155 تقريبًا) رجل دين وواحدًا من الشخصيات الرئيسية في تطوير علم التاريخ البريطاني وشعبية حكايات الملك أرثر (King Arthur). يعد تأريخه لتاريخ ملوك بريطانيا (باللاتينية: Historia regum Britanniae).من أكثر ما عُرف به، والذي كان يحظى بشعبيةٍ على نحوٍ واسعٍ في أيامه وكان مُصدّقًا إلى حدٍ كبير -بشكلٍ غير ناقد- في القرن السادس عشر، والدليل هو ترجمة هذا العمل إلى لغاتٍ أخرى مختلفة من الأصلية اللاتينية.

## السيرة الذاتية
من المحتمل أن يكون جيفري قد وُلِدَ في وقتٍ ما بين 1100 و1110 في بلدة ويلز أو في منطقة الحدود الويلزية. ومن المؤكد أنه بلغ سن الرشد مع حلول عام 1129، عندما سُجّل كشخصٍ له حق الشهادة على الميثاق.
أشار جيفري في كتابه التاريخي إلى نفسه باسم جالفريدوس مونيوميتينسيس (Monumetensis)، «جيفري أوف مونماوث»، مما يدل على وجود صلة وثيقة تربطه بمقاطعة مونماوث، ويلز، والتي من المحتمل أن تكون إشارة إلى مكان ولادته. تقر أعمال جيفري بعض أنواع التعارف على أسماء-الأماكن في الإقليم. كان جيفري معروفًا لمعاصريه باسم جالفريدوس أرتر (يس) أو بأسماءٍ متنوعة مذكورة هنا. وربما يشير الاسم «أرثر» في هذه الإصدارات من اسمه إلى اسم والده، أو إلى كنيته اعتمادًا على اهتمامات جيفري العلمية.
افترض الباحثون الأولون أن جيفري كان ويلزيًا أو على الأقل كان يتحدث اللكنة الويلزية. ومع ذلك، تبدو معرفة جيفري باللغة الويلزية طفيفة، ومن المقرر الآن أنه لا يوجد دليل حقيقي على ما إذا كان جيفري من النسب الويلزي أو الويلزي-نورمندي -خلافًا على سبيل المثال- جيرالد الويلزي. ومن المرجح أنه نشأ بين نُخبةٍ من المتحدثين بالفرنسية ببلد الحدود الويلزية مثل الأدباء جيرالد الويلزي ووولتر ماب (Walter Map) وروبرت، إيرل غلوستر، الذي كرّس جيفري له نُسَخًا من تاريخ ملوك بريطانيا (Historia Regum Britanniae). وقد تمت مناقشة -من قِبل فرانك ستينتون (Frank Stenton) وآخرين- أنه ربما كان والدا جيفري من بين العديد من البريتونيين الذين شاركوا في فتح الملك ويليام الأول (William I) وأنهم استقروا في جنوب شرق ويلز. وكانت مقاطعة مونماوث في أيدي أُمراء مقاطعة بريتوني منذ عام 1075 أو عام 1086 وكانت الأسماء جالفريدوس وأرثر (إذا تم تفسيرهما على أنهما دليلٌ على النسب) شائعة بين البريتونيين أكثر من الويلزيين.
ربما خدم جيفري لفترةٍ في دير بنيديكتين في مونماوث. ومع ذلك، فإنه من الواضح أنه قضى حياته وهو في سن الرشد خارج ويلز. يظهر اسمه بين عامي 1129 و1151 في ست شخصياتٍ في منطقة أكسفورد، وفي بعض الأحيان يلقّب بـالماجستر (magister) («المعلم»). ومن المحتمل أنه كان علمانيًا كاهنًا من كهنة كلية القديس چورچ. وكانت كل المواثيق التي وقّعها جيفري موقّعة أيضًا بواسطة والتر (Walter)، رئيس الشمامِسَة بأكسفورد وأيضًا كاهن في تلك الكنيسة. ويعد رالف أوف مونماوث (Ralph of Monmouth) أحد المشاركين المألوفين في التوقيع، كاهن في لينكولن.
في 21 فبراير عام 1152، عيّنَ رئيس الأساقفة ثيوبالد جيفري كأسقف للقديس أساف (St Asaph)، الذي قام بتعيينه قسًّا قبل 10 أيامٍ من هذا التاريخ. «ليس هناك دليلٌ على أنه لم يَزُر كُرسِيه أبدًا في أي وقتٍ»، كتبه لويس ثورب (Lewis Thorpe)، «وبالفعل جعلت حروب أوين جوينيد (Owain Gwynedd) هذا أمرًا أكثر من المُستبعد». ويبدو أن جيفري توفّي في الفترة بين 25 ديسمبر 1154 و24 ديسمبر 1155 -في عام 1155 وفقًا للتاريخ الويلزي- عندما تولى منصبه، ريتشارد (Richard)، خليفته الظاهري.

## Historia Regum Britanniae
كتب جيفري العديد من الأعمال ذات الاهتمام، كلها باللغة اللاتينية؛ لغة التعلم والأدب في أوروبا خلال فترة العصور الوسطى. وكان عمله الرئيسي هو تاريخ ملوك بريطانيا (تاريخ ملوك بريطانيا) (History of the Kings of Britain)، العمل الأكثر معرفة لقرّاء العصر الحديث. يربط (تاريخ ملوك بريطانيا) بين التاريخ المزعوم لبريطانيا، من مستوطنتها الأولى بواسطة بروتس (Brutus)، سليل طروادة بطل أنياس، حتى وفاة كادولادر (Cadwaladr) في القرن السابع، مع أخذ غزوات يوليوس قيصر (Julius Caesar) لبريطانيا في الاعتبار، والملكين لير (Leir) وسايمبلين (Cymbeline)، الذي تم تخليده من قِبَل ويليام شكسبير (William Shakespeare)، وبين واحدةٍ من روايات الملك أرثر (King Arthur) المتطورة مبكرًا.
يدّعي جيفري في إهدائِه للكتاب أن الكتاب يعد ترجمةً «لكتابٍ قديم في اللغة البريطانية الذي سرَدَ أفعال جميع ملوك بريطانيا بطريقةٍ منظمةٍ»، أعطاه والتر له، رئيس الشمامِسَة بأكسفورد. وقد رفض مؤرخو العصر الحديث هذا الادعاء. ومع ذلك، فإنه من المرجح أن رئيس الشمامِسَة زوّد جيفري ببعض المواد باللغة الويلزية والتي ساعدته في استلهام عمله، لأن وضع جيفري ومعرفته برئيس الشمامِسَة لم تزوّده بترف النشأة مثلما ذُكِرَ في الادعاء الصريح. يعتمد معظم كتاب جيفري على كتاب تاريخ البريطانيين (Historia Britonum) -مجموعة تاريخية ويلزية-لاتينية في القرن التاسع- وكتاب بيدي (Bede) كتابه التاريخ الكنسي للشعب الإنجليزي (Historia ecclesiastica gentis Anglorum) وكتاب غيلداس (Gildas) الجدلي في القرن السادس في تدمير وفتح بريطانيا (De Excidio et Conquestu Britanniae) المزود بمادةٍ من التقليد الشفهي الباردي والمناطق النَسَبيِّة الباردية والمُزيّنة بخيال جيفري الخاص. وفي تبادل مخطوطة من أجل تواريخهم الخاصة، قام روبرت أوف توريغني (Robert of Torigny) بإعطاء هنري الهنتينغتوني (Henry of Huntingdon) نسخةً من تاريخ ملوك بريطانيا، والذي استخدمه كلٌ من روبرت وهنري كتاريخٍ حقيقي مسلم به وبالتالي استخدموا ذلك في أعمالهم، مما يعني أن بعضًا من روايات جيفري الخيالية أصبحت مضمنة في التاريخ الشعبي.
يعد Historia Regum Britanniae مُعترفًا به الآن كعملٍ أدبيٍّ لـ الأسطورة الوطنية التي تتضمن تاريخًا موثوقًا به قليلاً. وقد دفع هذا العديد من باحثي العصر الحديث للاتفاق في الرأي مع ويليام أوف نيوبورغ (William of Newburgh)، الذي كتب في حوالي عام 1190 أنه «من الواضح تمامًا أن كلَ شيء كتبه هذا الرجل عن أرثر وخلفائه، أو بالفعل عن أسلافه ابتداء من ڤورتيجيرن (Vortigern) حتى من بعده، حدث جزئيًا بنفسه وجزئيًا بآخرين». وكان المعاصرون الآخرون بالمثل غير مقتنعين «بتاريخ» جيفري. فعلى سبيل المثال، يروي جيرالدوس الكامبري (Giraldus Cambrensis) تجربة رجل تملّكته الشياطين: «إذا اضطهدته الأرواح الشريرة أكثر من اللازم، حلَّ إنجيل القديس چون على صدرهِ، عندها يتلاشون توًّا مثل الطيور؛ ولكن عندما يُستبدل الكتاب بتاريخ البريطانيين ل» جيفري أرثر«(كما سمّى جيفري نفسه)، فإنهم يظهرون مرة أخرى على الفور بأعدادٍ أكبر ويظلون وقتًا أطول من المعتاد على جسده وعلى الكتاب».
ومع ذلك، فإن عمله الرئيسي انتشر على نطاقٍ واسع في كل أنحاء أوروبا الغربية في القرون الوسطى: أدرَجَ أكتون جريسكوم 186 مخطوطة موجودة في عام 1929 وأخريات تم تحديد هويتها منذ ذلك العام. وتميز عمله بالحياة الآخرة الهامة في صورة مجموعةٍ متنوعة من الأشكال، متضمنةً ترجمات/تعديلات مثل الأنجلو نورمانية بروت ال لواس (Wace) والإنجليزية الوسطى بروت للايامون (Layamon) والعديد من الإصدارات الويلزية الوسطى المجهولة المعروفة باسم Brut y Brenhinedd («بروت الملوك»). حيث كانت مقبولة كوصفٍ حقيقي عمومًا.

## كتابات أخرى
من أولى كتابات جيفري ظهورًا كانت على الأرجح Prophetiae Merlini (نبوءات ميرلين)، التي كتبها في وقتٍ ما قبل عام 1135 والتي تظهر مستقلة ومدمجة في كتاب Historia Regum Britanniae. وتتكون من سلسلةٍ من تفوُّهاتٍ نبوية مُبهمة منسوبة إلى ميرلين، التي ادّعى جيفري ترجمتها من لغةٍ غير محددة.
ولّدت هيكلة جيفري وإعادة تعبيره لميرلين وأساطير أرثر شعبيةً واسعةً حظي بها ميرلين، وأساطير أرثر في الأدب في وقتٍ لاحق، شعبية استمرت حتى يومنا هذا؛ وينظر الباحثون إلى جيفري عمومًا كمؤسسٍ رئيسي للعقيدة الأرثرية. كان تأثير كتاب تاريخ ملوك بريطانيا' على أسطورة الملك أرثر ضخم جدًا لدرجةٍ جعلت الأعمال الأرثرية تُصنَّف كـ «ما قبل جالفريديان» أو «ما بعد جالفريديان»؛ اعتمادًا على ما إذا كانت متأثرة به أم لا.
يعد العمل الثالث المنسوب إلى جيفري هو قصيدة أخرى سداسية التفاعيل بعنوان Vita Merlini («حياة ميرلين»). وتستند Vita بصورةٍ أكثر قربًا على المادة التقليدية عن ميرلين من الأعمال الأخرى؛ يُعرف هنا باسم ميرلين الغابات (Merlin of the Woods) (Merlinus Sylvestris) أو ميرلين الأسكتلندي (ميرلينوس كاليدونيوس) ويصوَّر على أنه رجلٌ عجوزٌ يعيش كرجلٍ مخبولٍ ومنبوذٍ يغمره الحزن في الغابة. وظلت القصة لمدةٍ طويلة بعد الإطار الزمني لHistoria' ميرلين، ولكن يحاول المؤلف مزامنة الأعمال مع المراجع لتعاملات المُرسل المجنون السابقة مع ڤورتيجيرن وأرثر. ولم تعمم Vita على نطاقٍ واسعٍ، ويظهر الإسناد لجيفري في آخر مخطوطة القرن الثالث عشر فقط، ولكن تحتوي قصيدة حياة ميرلين على عناصر جالفريديانية سهلة التمييز في بنيتها ومحتواها، ويوافق معظم النقاد على نسبتها لجيفري.